# دی نیترو متان
دی نیترو متان (انگلیسی: Dinitromethane) نوعی ترکیب آلی با یک بوی مطبوع خفیف است.